# Svetega Petra Hrib
Svetega Petra Hrib este o localitate din comuna Škofja Loka, Slovenia, cu o populație de 32 de locuitori.